# Parafia Najświętszego Serca Jezusowego w Cerkwicy
Parafia pw. Najświętszego Serca Pana Jezusa w Cerkwicy – parafia rzymskokatolicka należąca do dekanatu Trzebiatów, archidiecezji szczecińsko-kamieńskiej, metropolii szczecińsko-kamieńskiej. W parafii posługują księża diecezjalni. Z dniem 1 sierpnia 2020 roku urząd proboszcza parafii objął ksiądz dr Andrzej Supłat. 

## Miejsca święte

### Kościół parafialny
Kościół Najświętszego Serca Pana Jezusa w Cerkwicy

### Kościoły filialne i kaplice
- Kościół Zwiastowania Najświętszej Maryi Panny w Ciećmierzu[1]
- Kościół Miłosierdzia Bożego w Czaplinie Wielkim[1]
- Kościół Matki Boskiej Ostrobramskiej w Paprotnie[1]